# Mariasun Quiñones
María Asunción Quiñones Goikoetxea (Fuenterrabía, Guipúzcoa, 29 de octubre de 1996), conocida como Mariasun Quiñones, es una futbolista española. Juega como portera y su equipo actual es el Athletic Club de la Primera División Femenina de España.

## Trayectoria

### Inicios
Desde muy pequeña había tenido pasión por el fútbol y, sobre todo, le gustaba ponerse bajo de los palos. Solía jugar con su hermana gemela Nekane Quiñones, quien chutaba, y ella para el balón. Con los años, ambas escogieron dedicarse al fútbol: Mariasun es la meta de la Real Sociedad, y su hermana, es centrocampista, en Oiartzun, que lucha por volver a la máxima categoría.
Empezaron juntas en el equipo de Fuenterrabía, su ciudad natal, para luego continuar en el Club Deportivo Mariño. Sin embargo, su trayectoria deportiva, las separó en 2014, cuando Mariasun fichó por la Real. Durante su etapa con el CD Mariño, tras pasar por la categoría juvenil, llegó al primer equipo con el que logró el ascenso a Segunda División.

### Real Sociedad
En 2014, la guardameta fue el primer refuerzo de  la temporada 2014-2015 de la Real Sociedad. Esta incorporación vendría también propiciada por la marcha de la anterior portera, Sokoa Azkarete, que anunciaba su retirada del fútbol al final de la temporada 2013/2014.
En aquella época, Mariasun se había convertido en una de las porteras más prometedoras del País Vasco, siendo titular indiscutible en la Selección femenina de Euskadi sub-18. Además, era la capitana del CD Mariño y hacía tiempo que estaba en la órbita de la secretería técnica txuri-urdin, ya que había entrenado en varias ocasiones en Zubieta, con un grupo de jugadoras elegidas de varios equipos externos.
Con el conjunto txuri-urdi debutó cuando tenía 18 años y, tres temporadas después, es una de las metas más codiciadas de la Liga Iberdrola.

### Selección nacional
Habiendo ya jugado tanto en la Selección de Guipúzcoa y la Selección de Euskadi absoluta, fue convocada por la selección absoluta española, para disputar la Eurocopa que tuvo lugar del 16 de julio 6 de agosto de 2017. La de Fuenterrabía, habitual en las convocatorias tanto de la absoluta como de las categorías inferiores, asistiendo incluso al Mundial sub-20, disfrutó así de su primera experiencia en una competición continental.

## Clubes
| Equipo          | País   | Año             |
| --------------- | ------ | --------------- |
| Hondarribia F.E | España | 2010 - 2011     |
| C.D. Mariño     | España | 2011 - 2014     |
| Real Sociedad   | España | 2014 - 2021     |
| Athletic Club   | España | 2021 - presente |

## Palmarés

### Campeonatos nacionales
| Título           | Club          | País   | Año       |
| ---------------- | ------------- | ------ | --------- |
| Copa de la Reina | Real Sociedad | España | 2018-2019 |

### Campeonatos internacionales
| Título          | Equipo              | Sede     | Año  |
| --------------- | ------------------- | -------- | ---- |
| Copa de Algarve | Selección de España | Portugal | 2017 |

## Premios y reconocimientos
- MVP de la final de la Copa de la Reina 2018/19.[14]
- Fue incluida en el Once de Oro de Futbol Draft 2017.[15]